# Jaghnobische Sprache
Die jaghnobische Sprache (persisch زبان یغنابی) oder das Jaghnobi, auch Jagnobi und Jag(h)nobisch, ist eine in Tadschikistan gesprochene iranische Sprache und wird von etwa 12.000 Personen gesprochen (Stand: 2004).
Das Jaghnobi geht auf einen sogdischen Dialekt zurück. Jaghnobisch ist neben dem Ossetischen die einzige lebende Sprache aus dem Zweig der nordostiranischen Sprachen.
Sie wird in zwei verschiedenen Dialekten gesprochenen: Dem östlichen und dem westlichen Dialekt.

## Verbreitung
Jaghnobisch wird in der Region von Chudschand, im Distrikt Zafarobod, nördlich von Duschanbe und am Oberlauf des Flusses Jaghnob gesprochen, woher sie auch ursprünglich stammt.

## Schrift
Die Sprache wird entweder in einem erweiterten kyrillischen Alphabet oder in einem erweiterten Lateinischen Alphabet geschrieben.

### Lateinisches Alphabet
Das modifizierte lateinische Alphabet des Jaghnobi besteht aus acht Vokalen und 26 Konsonanten:
| Jaghnobisch | Jaghnobisch | Jaghnobisch | Jaghnobisch | Jaghnobisch | Jaghnobisch | Jaghnobisch | Jaghnobisch | Jaghnobisch | Jaghnobisch | Jaghnobisch | Jaghnobisch | Jaghnobisch | Jaghnobisch | Jaghnobisch | Jaghnobisch | Jaghnobisch | Jaghnobisch | Jaghnobisch | Jaghnobisch | Jaghnobisch | Jaghnobisch | Jaghnobisch | Jaghnobisch | Jaghnobisch | Jaghnobisch | Jaghnobisch | Jaghnobisch | Jaghnobisch | Jaghnobisch | Jaghnobisch | Jaghnobisch | Jaghnobisch | Jaghnobisch |
| ----------- | ----------- | ----------- | ----------- | ----------- | ----------- | ----------- | ----------- | ----------- | ----------- | ----------- | ----------- | ----------- | ----------- | ----------- | ----------- | ----------- | ----------- | ----------- | ----------- | ----------- | ----------- | ----------- | ----------- | ----------- | ----------- | ----------- | ----------- | ----------- | ----------- | ----------- | ----------- | ----------- | ----------- |
| A a         | B b         | Č č         | D d         | E e         | F f         | G g         | Ɣ ɣ         | H h         | Ḥ ḥ         | I i         | Ī ī         | J̌ ǰ         | K k         | Q q         | L l         | M m         | N n         | O o         | P p         | R r         | S s         | Š š         | T t         | U u         | Ū ū         | ʏ           | V v         | W w         | X x         | X° x°       | Y y         | Z z         | Ž ž         |
| IPA         |             |             |             |             |             |             |             |             |             |             |             |             |             |             |             |             |             |             |             |             |             |             |             |             |             |             |             |             |             |             |             |             |             |
| [⁠a⁠]/[⁠ɑ⁠]/[⁠æ⁠] | [⁠b⁠]         | [⁠t͡ʃ⁠]        | [⁠d⁠]         | [⁠ɛː⁠]/[⁠eː⁠]   | [⁠f⁠]         | [⁠g⁠]         | [⁠ʁ⁠]         | [⁠ħ⁠]         | [⁠ħ⁠]         | [⁠i⁠]/[⁠ɪ⁠]/[⁠e⁠] | [⁠iː⁠]        | [⁠d͡ʒ⁠]        | [⁠k⁠]         | [⁠q⁠]         | [⁠l⁠]         | [⁠m⁠]         | [⁠n⁠]         | [⁠ɔː⁠]/[⁠oː⁠]   | [⁠p⁠]         | [⁠r⁠]         | [⁠s⁠]         | [⁠ɕ⁠]         | [⁠t⁠]         | [⁠u⁠]/[⁠ʊ⁠]/[⁠o⁠] | [⁠uː⁠]/[⁠yː⁠]   | [⁠uː⁠]/[⁠yː⁠]   | [⁠v⁠]         | [⁠β⁠]         | [⁠χ⁠]         | [⁠χʷ⁠]        | [⁠j⁠]         | [⁠z⁠]         | [⁠ʑ⁠]         |

### Kyrillisches Alphabet
Das modifizierte kyrillische Alphabet des Jaghnobi besteht aus 37 Buchstaben:
A a, Б б, В в, W w, Г г, Ғ ғ, Д д, E e, Ё ё, Ж ж, З з, И и, Ӣ ӣ, й, К к, Қ қ, Л л, М м, Н н, О о, П п, Р р, С с, Т т, У у, Ӯ ӯ, Ф ф, Х х, Xw xw, Ҳ ҳ, Ч ч, Ҷ ҷ, Ш ш, Ъ ъ, Э э, Ю ю, Я я.